# Inaczej niż inni
Inaczej niż inni (niem. Anders als die Andern) – niemiecki dramat filmowy z 1919 roku w reżyserii Richarda Oswalda. Zdjęcia kręcono w Berlinie.
Obraz uważany jest za pierwszy w historii kina film fabularny z homoseksualnymi bohaterami. Jego premiera wywołała skandal. Wkrótce po premierze zakazano jego dystrybucji, a projekcje dozwolone były jedynie dla specjalistów w dziedzinie medycyny. 
W 1920 r. zniszczono kopie. Film znany jest również z tego, że wystąpił w nim Magnus Hirschfeld, prekursor seksuologii, grający samego siebie. Część materiału filmowego przetrwała w zbiorach Hirschfelda i została wmontowana do kolejnego filmu Prawa miłości (1927).
W 2004 r. Stefan Drössler wykonał rekonstrukcję filmu z zachowanych materiałów. Film jest dostępny na nośnikach DVD.
Inaczej niż inni należał do gatunku tzw. Sittenfilme

## Fabuła
Film opowiada historię muzyka Paula Körnera (Conrad Veidt), który z powodu podejrzeń o skłonności homoseksualne relegowany jest ze szkoły. Podczas karnawałowego balu, poznaje młodego mężczyznę i zabiera go do domu, przez co pada ofiarą szantażu.

## Obsada
- Conrad Veidt jako Paul Körner
- Leo Connard jako ojciec Körnera
- Ilse von Tasso-Lind jako siostra Körnera
- Alexandra Willegh jako matka Körnera
- Ernst Pittschau jako szwagier Körnera
- Fritz Schulz jako Kurt Sivers
- Wilhelm Diegelmann jako ojciec Siversa
- Clementine Plessner jako matka Siversa
- Anita Berber jako Else
- Reinhold Schünzel jako Franz Bollek
- Helga Molander jako pani Hellborn
- Magnus Hirschfeld jako lekarz (gra samego siebie)
- Karl Giese jako młody Paul Körner